# Салют-1
«Салю́т» — первая в мире пилотируемая орбитальная станция для полета вокруг Земли. Создана в СССР по программе гражданских орбитальных пилотируемых станций «Долговременная орбитальная станция» (ДОС).
Другие обозначения: ДОС-1; также проходит в документах как «Изделие 17К» или № 121.
Позже получила название «Салют-1».
Станция отправлена с завода-изготовителя на космодром Байконур в феврале 1971 года. Выведена на околоземную орбиту ракетой-носителем «Протон-К» 19 апреля 1971 года.
11 октября 1971 года, пробыв на орбите 175 суток, станция по командам ЦУПа была сведена с орбиты и вошла в плотные слои атмосферы, где произошло её разрушение. Несгоревшие обломки упали в Тихий океан.

## История
В середине 1960-х годов конструкторское бюро Челомея, имея собственную тяжёлую ракету-носитель «Протон», приступило к разработкам орбитальной станции военного назначения и транспортного космического корабля. Однако работа шла медленно, возникла задержка с системами жизнеобеспечения и двигательными установками.
Константину Феоктистову пришла идея установить на будущей станции системы и агрегаты от корабля «Союз», тем самым первыми в мире создать орбитальную станцию.
Феоктистов обратился с этим предложением к секретарю ЦК КПСС Устинову, курировавшему ракетно-космическую промышленность. Дмитрий Фёдорович поддержал проект и вынес его на рассмотрение в Политбюро ЦК КПСС. Члены Политбюро одобрили план и вынесли соответствующее постановление, тем более, что в СССР планировали отпраздновать трудовыми достижениями 100-летнюю годовщину со дня рождения Ленина, а также близился XXIV съезд КПСС. Несколько корпусов орбитальных станций были переданы из КБ Челомея в КБ Королёва.
Владимир Николаевич Челомей впоследствии оценил это действие как «пиратский набег на его остров».
Планировалось присвоить орбитальной станции название «Заря». Однако незадолго до запуска «вспомнили», что такое же наименование носит китайский искусственный спутник. В сообщении ТАСС станция была названа «Салют», однако летала с надписью «Заря» на борту. Из-за секретности, присущей всей космической программе СССР, доступных фотографий станции нет. В дальнейшем название «Салют» использовалось и для других станций.

## Устройство станции
Рабочий отсек (РО) — основа орбитальной станции «Салют-1» представляющая собой цилиндр малого диаметра (диаметр 2,9 м, длина 3,5 м), соединённый конусной проставкой с цилиндром большого диаметра (диаметр 4,15 м, длина 2,7 м). Торцевые поверхности рабочего отсека образованы сферическими оболочками. Внутри корпуса по периметру установлена рамная конструкция, на которой закреплены агрегаты и узлы. Внутренним сечением рама образует квадрат, свободное пространство которого являлось обитаемой зоной для экипажа. Изнутри рама закрыта съёмными панелями, для удобства окрашенными в разные цвета (условный «пол», «потолок» и «стены»). В цилиндре малого диаметра размещены центральный пост управления станцией, зона отдыха, места для хранения и принятия пищи, спальные места. В цилиндре большого диаметра размещены научное оборудование, спортивные тренажёры, предназначенные для коррекции отрицательного влияния невесомости на организм космонавтов, душевая установка, в отдельном изолированном отсеке — космический туалет.
Снаружи рабочего отсека были установлены приборы космической обсерватории «Орион», включающей ультрафиолетовый телескоп-спектрограф и шлюзовую камеру для передачи фотоплёнки внутрь станции.
Переходный отсек (ПО) установлен перед цилиндром малого диаметра рабочего отсека. Его диаметр составляет 2 м, длина со стыковочным узлом 3 м. Между переходным и рабочим отсеком — люк с герметичной крышкой. На переднем конце переходного отсека — пассивный стыковочный узел, снабжённый люком с герметичной крышкой для перехода в транспортный космический корабль «Союз». На боковой поверхности переходного отсека — люк для проникновения внутрь станции при строительных работах на Земле. Снаружи переходного отсека установлены две неповоротные солнечные батареи («крылья»). В переходном отсеке также находились научные приборы.
Агрегатный отсек (АО) прикреплён к заднему концу цилиндра большого диаметра рабочего отсека, в котором размещалась корректирующая двигательная установка (КДУ) с топливными баками, двигатели системы ориентации и их топливные баки. Корректирующая двигательная установка была взята от КК «Союз», работала на двухкомпонентном высококипящем ракетном топливе (тетраоксид диазота + несимметричный диметилгидразин). Двигатели системы ориентации — тоже от «Союза», работали на однокомпонентном топливе (перекись водорода, в двигателях происходило её каталитическое разложение с образованием высокотемпературной смеси водяного пара и кислорода). По сравнению с КК «Союз» объём топливных баков был увеличен в два раза. Снаружи агрегатного отсека были установлены две неповоротные солнечные батареи («крылья»).
Электропитание станции производилось от никель-кадмиевых аккумуляторов, периодически производилась зарядка от солнечных батарей общей площадью 28 м2.
Снаружи корпус станции покрыт экранно-вакуумной изоляцией, препятствующей перегреву на освещённой Солнцем части орбиты и охлаждению в тени Земли. Также экранно-вакуумная изоляция защищает станцию от микрометеоритов. Под «нижней стороной» цилиндрической части малого диаметра бытового отсека находятся радиаторы системы терморегуляции, излучающие излишнее тепло в космическое пространство.
Газовый состав атмосферы на борту «Салюта-1» по составу близок к земному, поддерживались нормальное давление и температура.
Углекислый газ, образовывавшийся при дыхании космонавтов, поглощался в регенеративных патронах, при происходящей химической реакции в атмосферу станции выделялся кислород.

## Экспедиции

### «Союз-10»
«Союз-10» (командир В. А. Шаталов, бортинженер А. С. Елисеев и инженер-испытатель Н. Н. Рукавишников) — неуспешная стыковка, космонавты из космического корабля на станцию не переходили.
Первая экспедиция на корабле «Союз-10» (запущен 24 апреля 1971 г., экипаж В. Шаталов, А. Елисеев, Н. Рукавишников) оказалась неудачной: «Союз-10» причалил к станции 24.04.1971, произошло касание, штырь стыковочного узла корабля зафиксировался в приёмном конусе станции. Однако попытки завершить стыковку, втянув штырь, тем самым создав герметичный переход на станцию, не увенчались успехом. Переход экипажа на борт «Салюта-1» был невозможен. Вероятно, произошла деформация детали из-за нерасчётного касания штангой стыковочного узла КК приёмного конуса станции. Команда на расстыковку со стороны корабля не прошла, команда на расстыковку со стороны станции тоже не была выполнена. У космонавтов была возможность, активировав пиропатроны, «срубить» штырь стыковочного узла и вернуться на Землю. В этом случае «Салют-1» был бы потерян, другой корабль уже не смог бы состыковаться со станцией. Инженеры-конструкторы, создатели корабля «Союз», дали рекомендации, как космонавтам собрать альтернативную электрическую схему расстыковки, после чего 25 апреля 1971 года, после 5 часов 30 минут «полёта в сцепке» (комплекс «Салют-1» — «Союз-10» общей массой 26 тонн), корабль был отстыкован и совершил посадку на Землю.

### «Союз-11»
«Союз-11» (командир Г. Т. Добровольский, бортинженер В. Н. Волков и инженер-испытатель В. И. Пацаев)
Вторая экспедиция окончилась трагически. «Союз-11» запущен 6 июня 1971 года. Успешная стыковка с «Салютом» состоялась 7 июня в 10:00. Во время первого входа на станцию экипаж обнаружил, что воздух сильно задымлён, после ремонта вентиляционной системы космонавты провели следующие сутки в спускаемом аппарате, ожидая регенерации воздуха. За 22 дня трое членов экипажа, несмотря на некоторые нештатные ситуации (на станции произошёл как минимум один пожар, ликвидированный космонавтами), успешно выполнили программу полёта. 29 июня была произведена расстыковка, и после выдачи тормозного импульса корабль начал спуск с орбиты. Однако после разделения отсеков произошла разгерметизация спускаемого аппарата, и экипаж погиб на этапе спуска и посадки на Землю.

## Линейка событий
В этом разделе в таблице кратко описана последовательность всех событий стыковки/расстыковки орбитальной станции «Салют-1» с космическими кораблями.
Всего в таблице присутствует 6 событий. Соответственно орбитальная станция «Салют-1» находилась на орбите в 5 промежуточных состояниях. Эти состояния делятся на две группы:
1) орбитальная станция «Салют-1» не состыкована ни с одним космическим кораблём (зелёный цвет в таблице) — 3 состояния;
2) орбитальная станция «Салют-1» состыкована с одним космическим кораблем (красный цвет в таблице) — 2 состояние.
| №                                                   | Дата       | Действие                                                                                | Корабль                         | Экипаж                         |
| 1                                                   | 1971-04-19 | Запуск                                                                                  | «Салют-1» (орбитальная станция) | —                              |
| Состояние на орбите: станция «Салют-1»: без экипажа |            |                                                                                         |                                 |                                |
| 1-й экипаж                                          |            |                                                                                         |                                 |                                |
| 2                                                   | 1971-04-24 | Стыковка                                                                                | «Союз-10» (1-й пилотируемый)    | Шаталов, Елисеев, Рукавишников |
|                                                     |            | Состояние на орбите: комплекс «Салют-1»-«Союз-10»: экипаж на станцию «Салют-1» не попал |                                 |                                |
| 3                                                   | 1971-04-25 | Расстыковка                                                                             | «Союз-10» (1-й пилотируемый)    | Шаталов, Елисеев, Рукавишников |
| Состояние на орбите: станция «Салют-1»: без экипажа |            |                                                                                         |                                 |                                |
| 2-й экипаж                                          |            |                                                                                         |                                 |                                |
| 4                                                   | 1971-06-07 | Стыковка                                                                                | «Союз-11» (2-й пилотируемый)    | Добровольский, Волков, Пацаев  |
|                                                     |            | Состояние на орбите: комплекс «Салют-1»-«Союз-11»: экипаж Добровольский, Волков, Пацаев |                                 |                                |
| 5                                                   | 1971-06-29 | Расстыковка                                                                             | «Союз-11» (2-й пилотируемый)    | Добровольский, Волков, Пацаев  |
| Состояние на орбите: станция «Салют-1»: без экипажа |            |                                                                                         |                                 |                                |
| 6                                                   | 1971-10-11 | Окончание существования                                                                 | «Салют-1»                       | —                              |